# Łaszutino (obwód smoleński)
Łaszutino (ros. Лашутино) – wieś (ros. деревня, trb. dieriewnia) w zachodniej Rosji, w osiedlu wiejskim Prigorskoje rejonu smoleńskiego w obwodzie smoleńskim.

## Geografia
Miejscowość położona jest nad Dnieprem, 4,5 km od drogi federalnej R120 (Orzeł – Briańsk – Smoleńsk – Witebsk), 22 km od drogi magistralnej M1 «Białoruś», 8,5 km od centrum administracyjnego osiedla wiejskiego (Prigorskoje), 15,5 km od Smoleńska, 2,5 km od przystanku kolejowego 368 km i 3,5 km od stacji kolejowej Tyczinino.
W granicach miejscowości znajdują się ulice: Bubnowskaja, Pojmiennaja, Sadowaja.

## Demografia
W 2010 r. miejscowość zamieszkiwały 3 osoby.